# Castello di Levanto
Il castello di Levanto è stato un edificio difensivo sito tra salita San Giorgio e salita al Castello nella zona meridionale del centro storico di Levanto, in provincia della Spezia. Il sito fa parte delle antiche mura della cittadina.

## Storia

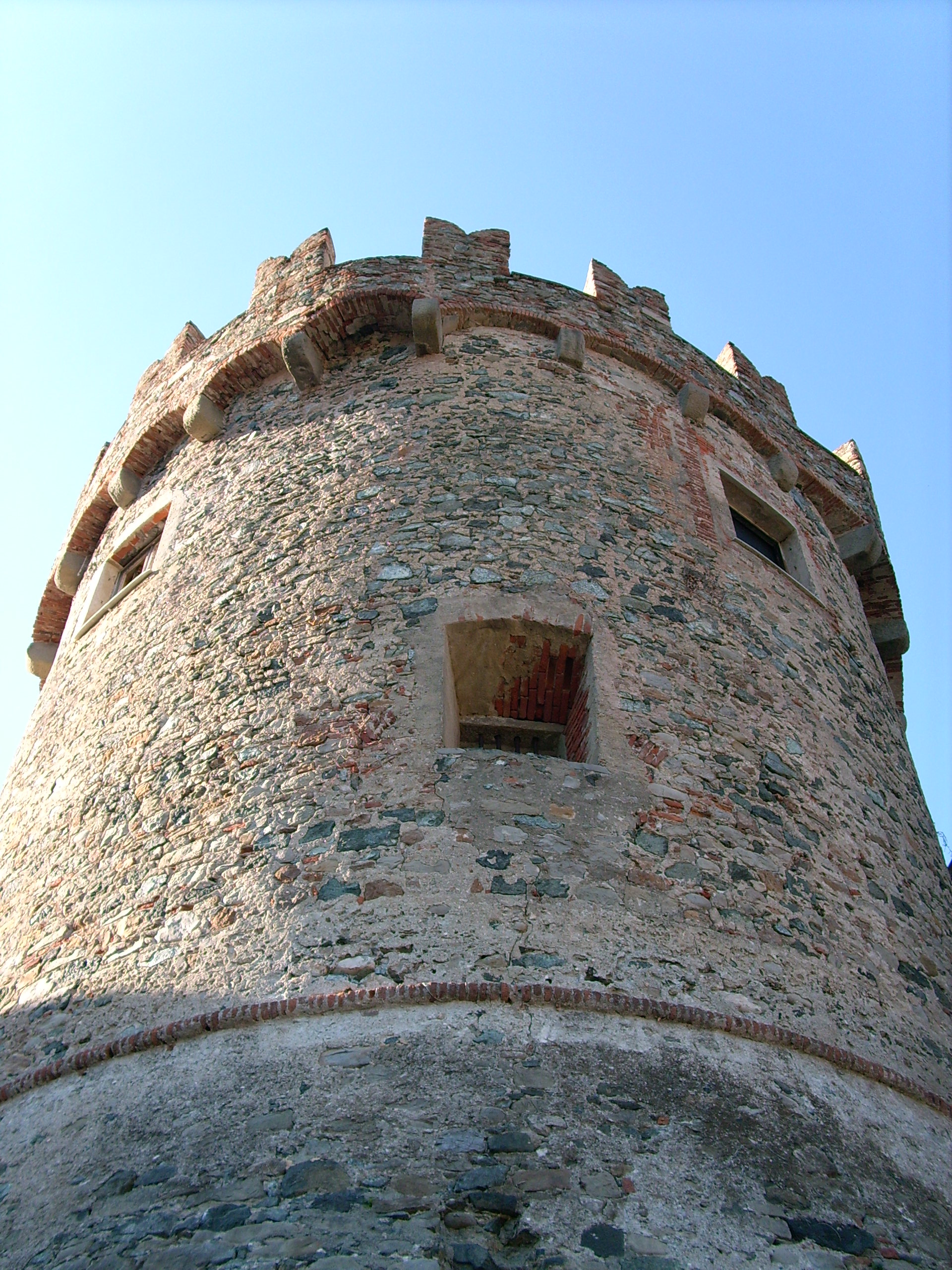
Il torrione circolare

Secondo alcune fonti storiche pare che l'esistenza di un edificio difensivo nell'allora borgo levantino sia documentata e accertata già al 1165, periodo della dominazione dei Malaspina nel territorio. Intorno al XIII secolo un documento ne attesta la presenza con il nominativo di "castello di Monale".
L'edificio attuale è invece risalente alla dominazione della Repubblica di Genova, e quindi alla seconda metà del XVI secolo, forse una ricostruzione ex-novo nell'area del preesistente castello medievale; documentata è invece il rifacimento delle vecchie mura della cittadina.
Con la creazione del Capitaneato di Levanto - nel 1637 - fu sede provvisoria del Capitano e, successivamente, della prigione fino alla caduta della repubblica genovese con la dominazione napoleonica dal 1797. 
Nella seconda metà del XIX secolo fu alienato dal demanio e, dopo un restauro conservativo tra la fine del secolo e l'inizio del XX secolo, è ancora oggi di proprietà privata.

## Descrizione
La struttura è costituita da quattro mura disposte a quadrilatero e una torre circolare. Sporgente dal manufatto è il camminamento di ronda con ornamenti in merli ghibellini retto da archi in mattoni, questi ultimi sorretti da mensole in pietra arenaria; il resto degli ornamenti è invece con merli in stile guelfo. Nella zona meridionale e orientale sono presenti alcune aperture per bocche di fuoco, realizzate nella ricostruzione cinquecentesca genovese, mentre le tre finestre della torre sono risalenti ad un periodo più recente.
Tra gli ornamenti decorativi si trovano due bassorilievi in ardesia, di stile genovese, raffiguranti l'Annunciazione - del XV secolo - e un San Giorgio e il drago del XVI secolo.
Secondo una tradizione popolare nei sotterranei del castello pare esistessero diversi passaggi interrati verso la spiaggia e in direzione della chiesa della Santissima Annunziata e del complesso conventuale.